# باشگاه فوتبال ابومسلم خراسان
باشگاه فوتبال ابومسلم خراسان یکی از باشگاه‌های فرهنگی ورزشی ایران و استان خراسان رضوی است که صاحب امتیاز آن، مؤسسه فرهنگی ورزشی مسلم خراسان رضوی به شماره ثبت ۳۷۸۹ است. نام این باشگاه برگرفته از فرمانده نظامی ایرانی حکومت عباسیان است که خلافت اموی را سرنگون کرد. این باشگاه سابقه ۱۶ فصل حضور در سطح اول لیگ فوتبال ایران را دارد. آخرین حضور فوتبالی این باشگاه، به فصل ۹۵–۱۳۹۴ لیگ دو بر می‌گردد. با سقوط ابومسلم به لیگ سه در سال ۱۳۹۵، فعالیت این تیم متوقف شد.
در حال حاضر، تیم فوتبال ابومسلم خراسان به دلیل عدم حمایت، در مسابقات فوتبال ایران حضور ندارد. ولی در سال ۱۳۹۵ دو باشگاه نسل ابومسلم و ابومسلم ثامن در استان خراسان رضوی تاسیس شدند و از واژهٔ ابومسلم استفاده می‌کنند و در مسابقات لیگ‌های مختلف استانی و کشوری حضور دارند.

## نام
نام این باشگاه به نام سردار ایرانی و رهبر جنبش سیاه‌جامگان بهزادان پور ونداد هرمزد ملقب به اَبومُسْلِمِ خُراسانی نامگذاری شده‌است. وی توانست با براندازی حکومت بنی امیه، حکومت بنی عباس را پایه‌گذاری کند.

## پیشینه
در اوایل سال ۱۳۴۹ افراد بومی تیمی را در استان خراسان رضوی به نام ابومسلم خراسان تشکیل دادند. بیشتر بازیکنان این تیم را فوتبال دوستان محله سه‌راه شاه‌عباسی قدیم (کاشانی) که در اطراف زمین‌های خاکی بود تشکیل می‌دادند. در سال ۱۳۵۰ که قرار شد لیگ فوتبال ایران راه‌اندازی شود، مسابقات مقدماتی این رقابت‌ها در شهر اصفهان برگزار شد و در آن موقع تیم آریا مشهد به نمایندگی از استان خراسان شرکت کرد که در بازی آخر نتوانست بر تیم سپاهان اصفهان غلبه کند و به جام تخت جمشید راه نیافت. بعد از این ناکامی دلسوزان ورزش خراسان در آن زمان به فکر تشکیل باشگاهی به نام ابومسلم با توجه به قدرت حقیقی استان افتادند. از این رو دو تیم مطرح آن زمان یعنی آریا و ابومسلم چاره‌ای جز ادغام با یکدیگر ندیدند. عطاالله مهاجرانی به همراه دو برادر خود به نام حشمت مهاجرانی و اصغر مهاجرانی در این امر مشارکت داشتند که ماحصل این اقدام در تیر ۱۳۵۳ منجر به تشکیل تیمی مقتدر به نام ابومسلم شد. ابومسلم در اولین بازی خود روز ۴ مرداد ۱۳۵۳ در مشهد در یک دیدار دوستانه مقابل ملوان قرار گرفت و ۱–۰ بازنده شد.
ابومسلم به لیگ تخت جمشید راه یافت و همواره در زمره بهترین تیمهای لیگ کشور بود. رنگ پیراهن این تیم از همان ابتدا با اقتباس از حرکت سیاه‌جامگان (مشکی) انتخاب شد تا یاران سردار بزرگ همیشه در اذهان باقی بمانند. به این رنگ قرمز افزوده شد تا لکه‌های خون سربازان که بر تنشان با تعصب عجین بود نمادی اصولی بگیرد. این تشکل خیلی سریع از محبوبیت خاص و عام برخوردار شد. هر روز به تعداد تماشاگران و هواداران ابومسلم افزوده می‌شد به‌طوری‌که بعد از گذشت نیم قرن، میلیون‌ها طرفدار در استان‌های خراسان پیدا کرد.
پس از انقلاب ۱۳۵۷، طی سال‌های ۱۳۵۹ تا ۱۳۶۳ مسابقات فوتبال رسمی برگزار نشد. در سال ۱۳۶۳ مسابقه‌های فوتبال به شکل لیگ شهری و استانی شروع به کار کرد. ابومسلم پس از چند سال رکود و تعطیلی مجدداً توسط جهانگیر زنده‌دل و جمعی از بازیکنان و دوستان سر و شکل گرفت و از اواخر سال ۱۳۶۳ تشکیل ابومسلم رنگ و بوی خاصی به خود گرفت تا این‌که پس از قهرمانی در سال ۱۳۶۵ در لیگ باشگاه‌های مشهد و ۱۳۶۶ در لیگ استان خراسان، سیر صعودی و تحولی این باشگاه قدیمی آغاز شد. در سال ۱۳۶۷ و ۱۳۶۸ ابومسلم جانی تازه گرفت و باعث شد تا مهندس حمید طیبی مدیرعامل کارخانه شهدایران این تیم را زیر پوشش قرار دهد و این حمایت مالی قهرمانی در لیگ استان را به همراه داشت.
با آغاز سال ۱۳۶۹ فوتبال ایران از لیگ منتخب استان‌ها موسوم به جام قدس خارج شد و به صورت لیگ منطقه‌ای باشگاه‌ها درآمد. ابومسلم قهرمان استان به عنوان نماینده خراسان در منطقه یک کشور حضور یافت و مربیگری سید مهدی قیاسی و سید کاظم غیاثیان به‌عنوان مربیان و سرپرستی جهانگیر زنده‌دل به لیگ دسته اول کشور صعود نمود. سال‌های ۱۳۷۰ و ۱۳۷۱ تیم ابومسلم در لیگ آزادگان حضور داشت و به دلیل عدم توجه کافی مسئولان باشگاه و استان باعث شد تا تیم به دسته سوم سقوط کند. سپس در سال ۱۳۷۴ با تشکلی منسجم مجدد راهی لیگ دسته دوم کشور شد.
در سال ۱۳۷۵ با درایت حاج رضاپور مدیرعامل کارخانه خوشگوار و عنایت مالی مسعود یزدی باشگاه انسجامی خوب گرفت. در سال‌های ۱۳۷۴ و ۱۳۷۵ با مربیگری مهدی دینورزاده موفق به صعود نشد. در سال ۱۳۷۶ به رغم این‌که دیگر خوشگوار دست از حمایت مالی مستقیم برداشت و تنها به کمک‌های تبلیغاتی بسنده کرد، با مدیریت کادر فنی که ابتدا حسین فکری و اکبر میثاقیان عهده‌دار آن بودند و سپس ادامه راه را اکبر میثاقیان بر عهده گرفت و با مدیریت خوب خود، جواز ورود دسته اول را کسب کرد.
در سال ۱۳۷۷ با مدیریت مهندس غلامحسین تکفلی و رهبری سینا میرجلیلی، تیم ابومسلم در دور رفت لیگ، مقام سوم را به خود اختصاص داد. در سال ۱۳۷۸ تیم ابتدا به مدیرعاملی مهندس رحمان نادری و سپس غلامرضا بصیری‌پور فرماندار وقت مشهد کار خود را شروع کرد و در میانهٔ راه ناصر شفق اقدام به خرید امتیاز آن نمود و این تیم را زیر چتر و حمایت مالی و معنوی ناجا قرار داد و این حمایت تا سال ۱۳۸۴ ادامه داشت و در همین سال با توافق مسولان ناجا و ایران خودرو؛ امتیاز ابومسلم به گروه صنعتی ایران خودرو واگذار شد.
در سال ۱۳۷۸ به علت مسائل مالی و نبود نیروهای مجرب، تیم به دسته دوم سقوط کرد. با شروع رقابت‌های لیگ دسته اول ابتدا اکبر میثاقیان و سپس فیروز کریمی رهبری تیم را بر عهده گرفتند. سه دیدار به پایان بازی‌ها مانده بود که جواز ورود به لیگ برتر را از تاریخ ۱ اردیبهشت ۱۳۸۰ کسب کرد.
در سال‌های بعد، تیم ابومسلم خراسان در شش دوره لیگ برتر فوتبال ایران با حمایت میلیون‌ها هوادار خراسانی توانست نتایج خوبی به‌دست بیاورد.
این تیم در سال ۱۳۸۵ به عنوان بهترین تیم غیر تهرانی حاضر در لیگ برتر ۸۵–۱۳۸۴ شناخته شد. همچنین در سال ۱۳۸۴ در فینال جام حذفی فوتبال ایران با شکست در برابر تیم صبا باتری در ورزشگاه ثامن‌الائمهٔ مشهد از قهرمانی و راهیابی به رقابت‌های باشگاه‌های آسیا بازماند.
ابومسلم فصل ۸۷–۱۳۸۶ را با حواشی بسیار شروع کرد و این حواشی باعث اخراج خداداد عزیزی از تیم و پیوستن پرویز مظلومی به‌عنوان سرمربی به این تیم شد. پس از آن و در پی بازی‌های خوب تیم، تا مکان چهارمی لیگ برتر باشگاه‌های ایران پیش آمد که بهترین مقام این تیم مشهدی در لیگ برتر ایران به‌شمار می‌رود.
هدایت ابومسلم در فصل ۸۸–۱۳۸۷ با مربیگری هادی برگی‌زر و علی حنطه ادامه یافت و این تیم در رتبه پانزدهم لیگ برتر فوتبال ایران قرار گرفت.
فصل ۸۹–۱۳۸۸ تیم به بحران مالکیت خورد؛ لذا شورای ۵ نفره ورزش استان، مدیریت تیم را برای یک سال و به صورت مشروط در اختیار مهدی زمان قرار داد. ناصر پورمهدی اولین و علی حنطه دومین سرمربی ای بودند که سکان هدایت تیم را در این فصل بر عهده گرفتند، اما حاشیه‌های زیاد باعث شد تیم در ۱۳ اردیبهشت سال ۱۳۸۹ با احراز جایگاه هفدهم، به لیگ دسته یک آزادگان سقوط کند.
با رفتن مهدی زمان بار دیگر تیم روی «دست شورای ۵ نفره ورزش استان» ماند و کسی متقاضی پذیرش آن نیز نشد تا این‌که بیست روز مانده به آغاز مسابقات لیگ دسته یک، اسماعیل وفایی به پیشنهاد افشین داوری مدیرکل تربیت بدنی وقت استان، و تصویب «شورای ۵ نفره ورزش استان»، مدیریت باشگاه را از ۲۱ مرداد ۱۳۸۹ برای فصل ۱۳۸۹–۱۳۹۰ با شروطی پذیرفت.
در فصل ۱۳۸۹–۱۳۹۰ کسب رتبه دهم در لیگ، حاصل تلاش سید کاظم غیاثیان و سپس علی حنطه به عنوان سرمربی تیم بود.
فصل ۱۳۹۱–۱۳۹۰ نیز با مربیگری علی حنطه و سپس خداداد عزیزی آغاز شد و ابومسلم نتوانست به لیگ برتر فوتبال کشور صعود کند و در رتبهٔ ششم جدول قرار گرفت.
فصل ۱۳۹۲–۱۳۹۱ سومین سالی بود که تیم، حضور در لیگ دسته اول را تجربه می‌کرد. ابتدا غلامحسین پیروانی و سپس خداداد عزیزی هدایت تیم را بر عهده گرفتند ولی در نهایت، تیم همچنان در ردهٔ ششم جدول باقی ماند.
فصل ۱۳۹۳–۱۳۹۲ آبستن حوادث عجیبی برای باشگاه بود و منتج به سقوط ناباورانه ابومسلم از لیگ دسته یک به دسته دو شد. ابتدا "اداره کل ورزش و جوانان خراسان رضوی" در زمان تصدی "علی‌اکبر هاشمی جواهری"، به بحث مالکیت تیم ورود پیدا کرد تا دعوای حقوقی مالکیت میان اسماعیل وفایی به عنوان مالک رسمی و محمدرضا عباسی به عنوان مالک ثبتی را سامان دهد؛ بنابراین به استناد حکم کمیسیون ماده پنج ورزش استان، تیم را پس از سه سال در تاریخ ۲ اردیبهشت ۱۳۹۲ به اسماعیل وفایی داد و «کارگروه فوتبال استان» عباس چمنیان را که پیشتر رئیس هیئت فوتبال خراسان رضوی بود، برای سرمربیگری ابومسلم پیشنهاد نمود.
اختلاف از آن‌جا آغاز شد که پس از یک ماه تمرینات آمادگی و برگزاری دو اردوی تدارکاتی خارج استانی، هیئت مدیره باشگاه، تصمیم به تغییر عباس چمنیان گرفت و خداداد عزیزی را جانشین وی کرد. اما اداره کل ورزش و جوانان خراسان رضوی علاوه بر مخالفت با این تغییر فنی، ادعای مالکیت تیم را نیز کرد و با تشکیل تیم دومی با نام ابومسلم اما به مربیگری عباس چمنیان هم‌زمان در زمین چمن دیگری در مشهد تمرین می‌کرد. عملاً تیم ابومسلم دو شاخه شد: «تیم ابومسلم شاخهٔ وفایی و تیم ابومسلم شاخهٔ اداره کل»
در نهایت پس از ۵۰ روز کشمکش حقوقی بیهوده میان اداره کل ورزش و جوانان خراسان رضوی و باشگاه ابومسلم بر سر این که کدام تیم، تیم واقعی است، در نهایت، وزارت ورزش و جوانان به استعلام فدراسیون فوتبال ایران پاسخ داد و تیم را متعلق به اسماعیل وفایی دانست. در ۱۹ مهرماه ۱۳۹۲ عملاً با ورود تیم اصلی و قدیمی یعنی همان تیم اسماعیل وفایی به زمین ورزشگاه ثامن‌الائمه در مصاف با تیم ایران جوان بوشهر، این غائله پایان یافت و بازیکنان و مربیان تیم شاخه اداره کل از هم پاشیدند. اما به‌خاطر این جدال بی‌حاصل، ابومسلمی‌ها فرصت ارزشمند نقل و انتقالات ابتدای فصل ورزشی ۱۳۹۳–۱۳۹۲ را از دست داده بودند، تا جایی که چهار دیدار اول فصل نیز به دلیل همین بلاتکلیفی لغو شد. فصل ۱۳۹۳–۱۳۹۲ آخرین فصلی بود که ابومسلم با مربیگری علی حنطه و مدیر فنی خداداد عزیزی در مستطیل سبز بود.
پس از انجام ۸ دیدار و در تاریخ ۱۶ آذر ۱۳۹۲، اسماعیل وفایی بر اساس مکاتبات متعدد دریافتی از فدراسیون فوتبال ایران متوجه شد که آنان وی را همچنان «مدیر باشگاه» و نه «مالک باشگاه» می‌خوانند، لذا طی نامه‌ای سرگشاده به رئیس فدراسیون فوتبال ایران، ۴۸ ساعت فرصت داد تا بالاخره به این بلاتکلیفی ۴۰ ماهه پایان دهند که وی آیا مالک باشگاه هست یا مدیر آن؟ اگر مالک باشگاه هست، طی نامه‌ای رسمی اعلام شود و اگر مدیر باشگاه هست، پس مالک واقعی باشگاه کجاست و کیست؟ وی را مشخص کند تا هزینه‌ها توسط وی پرداخت و توسط مدیر باشگاه هزینه شود. پس از بی‌توجهی معنادار فدراسیون فوتبال ایران به این نامه، در نهایت اسماعیل وفایی در تاریخ ۱۸ آذر ۱۳۹۲ و پس از ۴۰ ماه تیم‌داری و پرداخت هزینه بیش از ۸۰ بازی طی سه سال و نیم، تیم و باشگاه را عملاً بر زمین گذاشت و به تهران بازگشت.
در ادامه، به ناچار هیئت فوتبال خراسان رضوی مدیریت تیم را خود بر عهده گرفت و به دلیل عدم توفیق در جلب رضایت بخش خصوصی برای پذیرش هزینه‌های جاری تیم، دیدارهای باقی‌مانده را با شکست و تساوی پشت سر گذاشت. در یک بازی مانده به آخر خود نیز با تیم آلومینیوم هرمزگان به‌دلیل نیمه‌تمام قضاوت کردن بازی توسط داور (به بهانهٔ عدم امنیت جانی داوران در مشهد)، به حکم رأی کمیته انضباطی، سه امتیاز این دیدار خانگی را به تیم میهمان واگذار کرد. سرانجام ابومسلم در فصل کابوس‌وار ۹۳–۱۳۹۲ در دیدار آخر و در خانه حریف در مصاف با تیم پاس همدان با نتیجه ۵ بر ۲ شکست خورد و با کسب فقط ۲۲ امتیاز از ۲۴ بازی، در رده دوازدهم جدول گروه ب لیگ دسته اول فوتبال ایران کشور قرار گرفت و در تاریخ ۱۹ فروردین ۱۳۹۳ به لیگ دسته دوم فوتبال ایران سقوط کرد.
ابومسلم دو فصل بعدی (۹۴–۱۳۹۳ و ۹۵–۱۳۹۴) را در لیگ دو فوتبال ایران بازی کرد و در آخرین فصلش، با قرار گرفتن در رتبه آخر گروه خود در لیگ دو ۹۵–۱۳۹۴، به لیگ سه سقوط کرد. از آن زمان فعالیتهای باشگاه متوقف شده است.

## عملکرد هر فصل
| فصل       | سطح                              | لیگ                              | رتبه                             | جام حذفی                         | توضیحات                                                                       |
| --------- | -------------------------------- | -------------------------------- | -------------------------------- | -------------------------------- | ----------------------------------------------------------------------------- |
| 1973–1974 | ۲                                | 2nd Division                     | ۷م                               | هنوز ایجاد نشده بود              |                                                                               |
| 1974–1975 | ۲                                | 2nd Division                     | اول                              | هنوز ایجاد نشده بود              | صعود                                                                          |
| 1975–1976 | ۱                                | جام تخت جمشید                    | ۵م                               | هنوز ایجاد نشده بود              |                                                                               |
| 1976–1977 | ۱                                | جام تخت جمشید                    | ۱۶م                              | 1/16 نهایی                       | سقوط                                                                          |
| 1977–1978 | ۲                                | 2nd Division                     | اول                              | 1/8 نهایی                        | صعود                                                                          |
| 1978–1979 | ۱                                | جام تخت جمشید                    | نیمه‌تمام                         | لغو شد                           |                                                                               |
| 1979-1984 | رقابت‌های فوتبال رسمی برگزار نشد. | رقابت‌های فوتبال رسمی برگزار نشد. | رقابت‌های فوتبال رسمی برگزار نشد. | رقابت‌های فوتبال رسمی برگزار نشد. | رقابت‌های فوتبال رسمی برگزار نشد.                                              |
| 1984–1985 | ۱                                | لیگ فوتبال مشهد                  | اول                              | برگزار نشد                       | لیگ کشوری برگزار نشد و رقابت‌های فوتبال به صورت لیگ‌های شهری و استانی انجام شد. |
| 1985–1986 | ۱                                | لیگ فوتبال مشهد                  | اول                              | برگزار نشد                       | لیگ کشوری برگزار نشد و رقابت‌های فوتبال به صورت لیگ‌های شهری و استانی انجام شد. |
| 1986–1987 | ۱                                | لیگ فوتبال استان خراسان          | اول                              | 1/8 نهایی                        | لیگ کشوری برگزار نشد و رقابت‌های فوتبال به صورت لیگ‌های شهری و استانی انجام شد. |
| 1987–1988 | ۱                                | لیگ فوتبال استان خراسان          | اول                              | 1/16 نهایی                       | لیگ کشوری برگزار نشد و رقابت‌های فوتبال به صورت لیگ‌های شهری و استانی انجام شد. |
| 1988–1989 | ۱                                | لیگ فوتبال استان خراسان          | دوم                              | 1/8 نهایی                        | لیگ کشوری برگزار نشد و رقابت‌های فوتبال به صورت لیگ‌های شهری و استانی انجام شد. |
| 1989–1990 | ۳                                | لیگ فوتبال استان خراسان          | اول                              | 1/16 نهایی                       | صعود                                                                          |
| 1990–1991 | ۲                                | 2nd Division                     | اول                              | برگزار نشد                       | صعود                                                                          |
| 1991–1992 | ۱                                | Azadegan League                  | ۱۲م                              | 1/8 نهایی                        |                                                                               |
| 1992–1993 | ۱                                | Azadegan League                  | ۸م                               | برگزار نشد                       | سقوط                                                                          |
| 1993–1994 | ۳                                | لیگ فوتبال استان خراسان          | اول                              | مرحله مقدماتی                    | صعود                                                                          |
| 1994–1995 | ۲                                | 2nd Division                     | ۴م                               | مرحله مقدماتی                    |                                                                               |
| 1995–1996 | ۲                                | 2nd Division                     | سوم                              | مرحله دوم                        |                                                                               |
| 1996–1997 | ۲                                | 2nd Division                     | ۵م                               | مرحله دوم                        |                                                                               |
| 1997–1998 | ۲                                | 2nd Division                     | ۴م                               | برگزار نشد                       | صعود                                                                          |
| 1998–1999 | ۱                                | Azadegan League                  | ۸م                               | 1/8 نهایی                        |                                                                               |
| 1999–2000 | ۱                                | Azadegan League                  | ۱۱م                              | 1/16 نهایی                       | سقوط                                                                          |
| 2000–2001 | ۲                                | 2nd Division                     | اول                              | 1/16 نهایی                       | صعود                                                                          |
| 2001–2002 | ۱                                | لیگ برتر                         | ۵م                               | 1/8 نهایی                        |                                                                               |
| 2002–2003 | ۱                                | لیگ برتر                         | ۱۲م                              | 1/16 نهایی                       |                                                                               |
| 2003–2004 | ۱                                | لیگ برتر                         | ۱۰م                              | 1/8 نهایی                        |                                                                               |
| 2004–2005 | ۱                                | لیگ برتر                         | ۸م                               | دوم                              |                                                                               |
| 2005–2006 | ۱                                | لیگ برتر                         | ۵م                               | 1/8 نهایی                        |                                                                               |
| 2006–2007 | ۱                                | لیگ برتر                         | ۶م                               | 1/16 نهایی                       |                                                                               |
| 2007–2008 | ۱                                | لیگ برتر                         | ۴م                               | 1/16 نهایی                       | بهترین رتبه تاریخ باشگاه در لیگ برتر                                          |
| 2008–2009 | ۱                                | لیگ برتر                         | ۱۵م                              | 1/16 نهایی                       |                                                                               |
| 2009–2010 | ۱                                | لیگ برتر                         | ۱۷م                              | 1/8 نهایی                        | سقوط                                                                          |
| 2010–2011 | ۲                                | لیگ آزادگان                      | ۵م                               | مرحله دوم                        |                                                                               |
| 2011–2012 | ۲                                | لیگ آزادگان                      | ۶م                               | 1/8 نهایی                        |                                                                               |
| 2012–2013 | ۲                                | لیگ آزادگان                      | ۶م                               | 1/4 نهایی                        |                                                                               |
| 2013–2014 | ۲                                | لیگ آزادگان                      | ۱۲م                              | مرحله سوم                        | سقوط                                                                          |
| 2014–2015 | ۳                                | لیگ دو                           | ۶م                               | مرحله چهارم                      |                                                                               |
| 2015–2016 | ۳                                | لیگ دو                           | ۱۰م                              | مرحله اول                        | سقوط                                                                          |

## جنجال نام باشگاه
نام باشگاه ابومسلم و سیاه‌جامگان دلیل ناکامی در کسب قهرمانی توسط روحانیون عنوان شده و رأی به تغییر این اسامی داده شده‌است در پایان عده‌ای مخالفت افراد بانفوذ منتقد نام باشگاه را دلیل بی‌توجهی و نابودی تیم می‌دانند.
در سال ۱۳۹۵ احمد علم‌الهدی، امام‌جمعه مشهد در دیدار با مدیران اداره کل ورزش و جوانان این شهر، با انتقاد از نامگذاری باشگاه‌های مشهد به ابومسلم و سیاه‌جامگان، این اسامی را دلیل «عدم توجه امام‌هشتم شیعیان» به ورزش مشهد دانست. احمد علم‌الهدی گفت که همیشه تذکر داده در تربیت بدنی مشهد یک نقطه ضعف وجود دارد که اگر اصلاح شود باشگاه‌ها و ورزش این شهر مورد توجه علی بن موسی الرضا قرار می‌گیرد، و افزود: «متأسفانه دوستان یکی از باشگاه‌های سابقه‌دار این شهر را به نام یکی از دشمنان سرسخت امام رضا نام‌گذاری کرده‌اند. ابومسلم یک انسان جانی، بی‌باک و بی‌بندوبار بود که مایهٔ ننگ اسلام است، آن وقت شما این باشگاه قدیمی را به عنوان سرسخت‌ترین دشمن امام رضا نام‌گذاری کردید! تا وقتی که چنین نامی است، امام رضا به ورزش مشهد توجه نمی‌کند و مشهد در عرصه تربیت‌بدنی نیز پیشرفت نمی‌کند».
ابومسلم خراسانی رهبر جنبش سیاه‌جامگان بود که در سال ۱۳۲ هجری قمری، مروان، آخرین خلیفه اموی را شکست دادند و حکومت بنی‌عباس را پایه‌گذاری کردند. او که با حکم اولین خلیفه عباسی والی خراسان شده بود، در سال ۱۳۷ هجری قمری به دستور منصور، دومین خلیفه عباسی به قتل رسید. این در حالی است که امام هشتم شیعیان، در سال ۱۴۸ هجری قمری یعنی ۱۱ سال بعد از قتل ابومسلم به دنیا آمد.
امام جمعه مشهد از نام سیاه‌جامگان نیز انتقاد کرد و گفت: "نکته دیگر این است که حالا یک تیم دیگر درست کردند و اسمش را گذاشتند سیاه‌جامگان که این نام لشکر ابومسلم بود. دوستان اگر این موضوع را قبول دارند این اسامی را تغییر دهند تا ببینند ورزش خراسان رشد می‌کند یا نه؟"
علیرضا علیپور، رئیس روحانی کمیته صیانت سازمان لیگ فوتبال ایران هم در پی امام‌جمعه مشهد به انتقاد از نام دو باشگاه مشهدی پرداخت: "حدود چهار سال قبل گفتم که تعجب می‌کنم چرا مسئولین فرهنگی، ورزشی و اجتماعی این استان بعد از گذشت حدود ۳۳ سال از انقلاب اسلامی هنوز نام ابومسلم و سیاه‌جامگان را بر روی این تیم‌ها قرار دادند. علیرضا علیپور در بخش دیگری از صحبت‌هایش تفکر ابومسلم خراسانی و یارانش را شبیه گروه داعش دانست.

## بازیکنان

### بازیکنان پیشین
برای دیدن بازیکنان پیشین باشگاه، این‌جا را ببینید.

### آقای گلهای لیگ ایران
| فصل     | بازیکن           | تعداد گل |
| ------- | ---------------- | -------- |
| ۷۸–۱۳۷۷ | عبدالجلیل گل‌چشمه | ۱۴       |
| ۸۱–۱۳۸۰ | غلام‌رضا عنایتی   | ۱۷       |
| ۸۶–۱۳۸۵ | عرفان اولروم     | ۱۷       |

## مربیان
- اسماعیل شجیع
- مهدی دینورزاده
- محمود یاوری
- اکبر میثاقیان
- فیروز کریمی
- خداداد عزیزی
- هادی برگی‌زر
- ناصر پورمهدی
- فرهاد کاظمی
- پرویز مظلومی
- علی حنطه
- مجید نامجو مطلق
- سید کاظم غیاثیان
- غلامحسین پیروانی